# Tiêu Thúc Đại Tâm
Tiêu Thúc Đại Tâm (chữ Hán: 蕭叔大心; ? - ?) tự Thúc, tên Đại Tâm, người nước Tống thời Xuân Thu, thuộc dòng dõi quý tộc nước Tống. Ban đầu ông giữ chức Đại phu ấp Tiêu của nước Tống, do có công dẹp loạn trong nước Tống nên được Tống Hoàn công phong ở ấp Tiêu, lập ra nước Tiêu (tước Tử), trở thành chư hầu phụ thuộc của nước Tống.

## Sự nghiệp
Khi nước Tống tấn công nước Lỗ, danh tướng Nam Cung Trường Vạn của Tống bị quân Lỗ bắt làm tù binh, sau đó mới được thả về nhờ hai nước đã giao hảo trở lại. Mùa thu năm 682 TCN, Tống Mẫn công cùng Nam Cung Trường Vạn dạo chơi ở Mông Trạch, do xích mích trong lúc đùa giỡn mà xảy ra cãi vã. Tống Mẫn công tức giận, dùng lời lẽ nhục mạ nhắc lại việc Nam Cung Trường Vạn từng bị bắt. Nam Cung Trường Vạn hổ thẹn phẫn nộ, đánh chết Tống Mẫn công rồi lập công tử Du lên ngôi. Các công tử nước Tống thấy tình thế nguy hiểm, phần lớn chạy trốn đến ấp Tiêu (nay là tây bắc huyện Tiêu, An Huy), riêng công tử Ngự Thuyết chạy đến ấp Bạc (nay là tây nam trấn Cốc Thục, Thương Khâu, Hà Nam). Đại phu ấp Tiêu là Đại Tâm (một thành viên quý tộc nước Tống) đã cùng các công tử tập hợp lực lượng, đến mùa đông năm đó tiêu diệt Nam Cung Ngưu (em Nam Cung Trường Vạn) và công tử Du, rồi lập Ngự Thuyết lên ngôi, tức Tống Hoàn công. Nhờ công lao dẹp loạn, Đại Tâm được phong đất Tiêu rồi lập nên nước Tiêu, xưng là "Tiêu Đại Tâm", trở thành chư hầu phụ thuộc của nước Tống.